# Helmut Bohn
Helmut Bohn (* 6. November 1919) war ein Berliner Fußballspieler. Er spielte 1950 in der DDR-Oberliga, der höchsten Liga im DDR-Fußball.

## Sportliche Laufbahn
Als zur Saison 1946/47 in Berlin für den Fußball die eingleisige Stadtliga eingeführt wurde, gehörte zu dem Zwölferfeld auch die SG Lichtenberg-Nord. In deren Spieleraufgebot stand auch der 26-jährige Abwehrspieler Helmut Bohn. Nach dem Abstieg 1947 kehrte die Mannschaft, nun als Lichtenberg 47, nach einem Jahr wieder in die Stadtliga zurück, weiterhin mit Helmut Bohn im Kader. In der Spielzeit 1948/49 spielte Bohn hauptsächlich im Mittelfeld. Nach einer weiteren Saison in der 2. Spielklasse wurde Lichtenberg 47, eigentlich Wiederaufsteiger in die Stadtliga, auf Betreiben des ostdeutschen Sportausschusses mit zwei weiteren Ost-Berliner Mannschaften in die DDR-Oberliga eingegliedert, nachdem der Berliner Fußball-Verband wie in Westdeutschland die Vertragsspielerregelung eingeführt hatte. In der Oberligasaison 1950/51 bestritt Helmut Bohn lediglich in der Hinrunde 12 der 17 ausgetragenen Spiele, in denen er stets als Abwehrspieler eingesetzt wurde. Anschließend tauchte er nicht mehr im höherklassigen Fußball auf.